# Tokyo Dome City

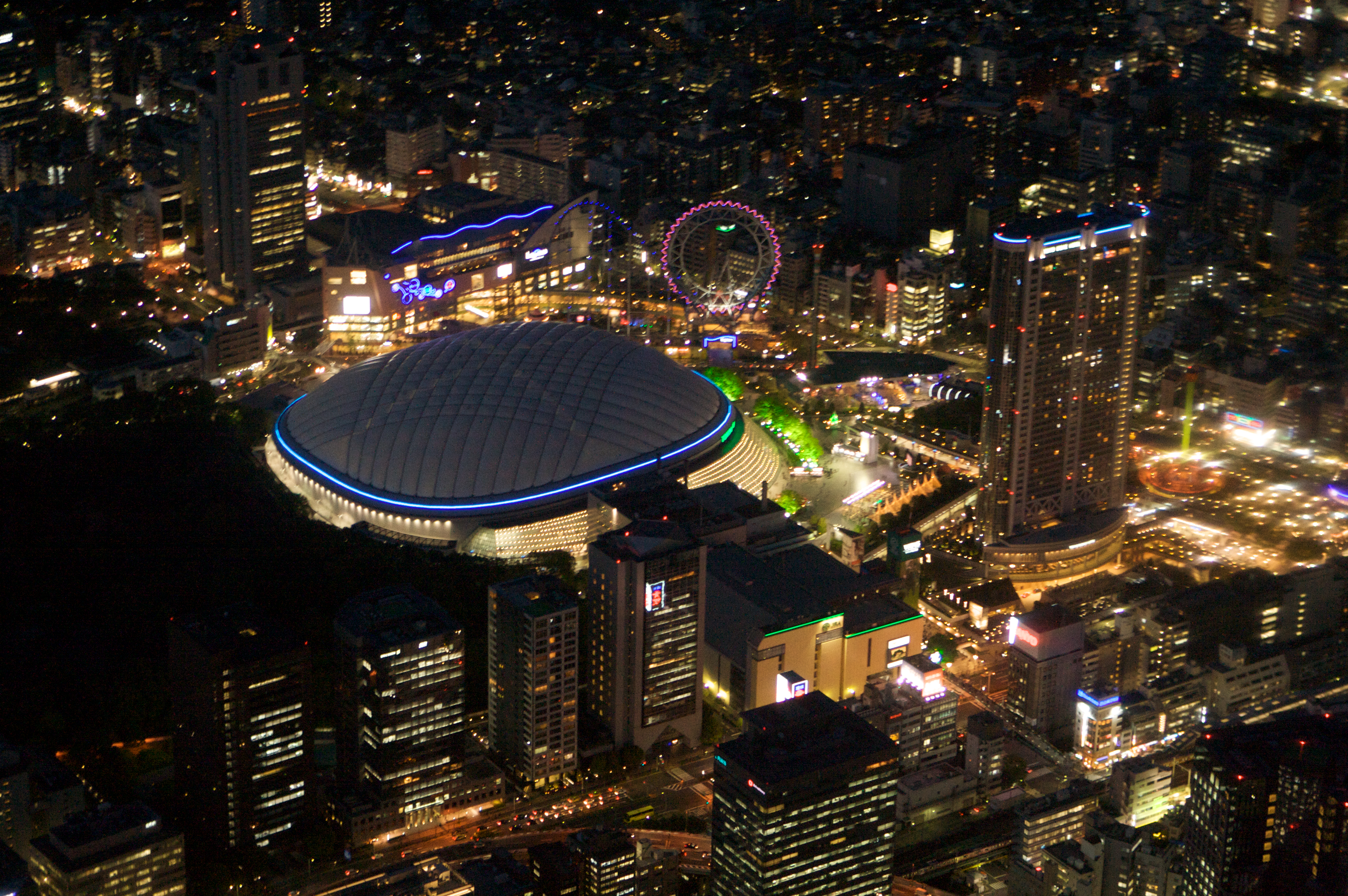
Blick auf Tokyo Dome City bei Nacht

Tokyo Dome City (jap. 東京ドームシティ, Tōkyō Dōmu Shiti) ist ein Unterhaltungskomplex der K.K. Tokyo Dome im Stadtbezirk Bunkyō in Tokio. Er umfasst das Baseballstadion „Tokyo Dome“ und einen Freizeitpark mit zahlreichen Attraktionen. Laut der offiziellen Website kommen jährlich ungefähr 35 Millionen Besucher.  Im Tokyo Dome finden Konzerte, Baseballspiele und andere Veranstaltungen statt.

## Attraktionen
Tokyo Dome City besteht aus dem Tokyo Dome, dem größten überdachten Baseballstadion der Welt, einem Freizeitpark mit der Achterbahn Thunder Dolphin und der Sporthalle Kōrakuen-Halle. Im Jahr 2003 wurde LaQua eröffnet. Es ist berühmt als eines der größten Spa Tokios mit einer eigenen heißen Quelle. Unter dem Spa gibt es zahlreiche Geschäfte, und Restaurants. Auf dem Gelände befindet sich auch ein Hotel, das Tokyo Dome Hotel.
Es gibt in der Nähe die drei U-Bahnhöfe: Kōrakuen, Suidōbashi und Kasuga.

### Achterbahnen
| Name                                                        | Typ                                  | Hersteller                 | Eröffnungsjahr | Weblinks |
| ----------------------------------------------------------- | ------------------------------------ | -------------------------- | -------------- | -------- |
| Panic Coaster – Back Daaan / パニックコースターバックダーン | Dunkelachterbahn, Familienachterbahn | Gerstlauer Amusement Rides | 2019           |          |
| Thunder Dolphin / サンダードルフィン                        | Hyper Coaster                        | Intamin                    | 2003           |          |

#### Ehemalige Achterbahnen
| Name                             | Typ                                                 | Hersteller     | Eröffnungsjahr | Schließungsjahr   | Hinweise                                                  | Weblinks |
| -------------------------------- | --------------------------------------------------- | -------------- | -------------- | ----------------- | --------------------------------------------------------- | -------- |
| 2 Way Coaster / 2WAYコースター   | Stahlachterbahn ohne Inversionen                    | Togo           | 1968           | 2000              | Früherer Name war Giant Coaster (ジャイアンツコースター). |          |
| Boomerang                        | Launched Coaster, Shuttle Coaster                   | Arrow Dynamics | 1980           | 1984              |                                                           |          |
| Geopanic                         | Dunkelachterbahn                                    | Togo           | 1992           | 2007 oder 2008    |                                                           |          |
| Jet Coaster / ジェットコースター | Stahlachterbahn ohne Inversionen                    | Meiwa Komuten  | 1955           | zw. 1962 und 1968 |                                                           |          |
| Linear Gale                      | Inverted Coaster, Launched Coaster, Shuttle Coaster | Intamin        | 1998           | 2010              |                                                           |          |
| Spinning Coaster Maihime         | Spinning Coaster, Wilde Maus                        | Maurer Rides   | 2000           | 2011              | Steht seit 2013 als Insider im Wiener Prater.             |          |
| Ultra Twister                    | Pipeline Coaster                                    | Togo           | 1985           | 1997              |                                                           |          |